# Acianthera chionopa
Acianthera chionopa é uma espécie de orquídea (Orchidaceae) que existe no Equador, antigamente subordinada ao gênero Pleurothallis.

## Publicação e sinônimos
- Acianthera chionopa (Luer) Pridgeon & M.W.Chase, Lindleyana 16: 242 (2001).

Sinônimos homotípicos:
- Pleurothallis chionopa Luer, Phytologia 46: 361 (1980).